# Magyargyepes
Magyargyepes (Calea Mare), település Romániában, a Partiumban, Bihar megyében.

## Fekvése
A Király-erdő alatt, a Gyepes-patak mellett, Magyarcsékétől északnyugatra, Félixfürdőtől délkeletre fekvő település.

## Története
Magyargyepes, Gyepes nevét 1552-ben említette először oklevél Magyar Gyepes néven.
1808-ban Gyepes (Magyar-), Kaleamáre, 1888-ban Magyar-Gyepes, 1913-ban Magyargyepes néven írták.
A település földesura a váradi püspök volt, aki itt még a 20. század elején is birtokos volt.
1851-ben Fényes Elek írta a településről:
Magyar-Gyepes, románul Kálemáre, hegyes vidéken 2 dombon:
483 óhitü lakossal, s anyatemplommal. Van itt 190 hold szántóföld, 123 hold rét mind urbériség és 881
hold majorsági erdő. Birja a váradi deák püspök.
1910-ben 653 lakosából 24 magyar, 629 román volt. Ebből 26 görögkatolikus, 603 görögkeleti ortodox, 14 izraelita volt.
A trianoni békeszerződés előtt Bihar vármegye Magyarcsékei járásához tartozott.

## Nevezetességek
- Görög keleti temploma – 1800 táján épült.